# Municipio de Hooper
El municipio de Hooper (en inglés: Hooper Township) es un municipio ubicado en el condado de Dodge en el estado estadounidense de Nebraska. En el año 2010 tenía una población de 1275 habitantes y una densidad poblacional de 13,82 personas por km².

## Geografía
El municipio de Hooper se encuentra ubicado en las coordenadas 41°36′38″N 96°29′49″O / 41.61056, -96.49694. Según la Oficina del Censo de los Estados Unidos, el municipio tiene una superficie total de 92.29 km², de la cual 89.33 km² corresponden a tierra firme y (3.2%) 2.96 km² es agua.

## Demografía
Según el censo de 2010, había 1275 personas residiendo en el municipio de Hooper. La densidad de población era de 13,82 hab./km². De los 1275 habitantes, el municipio de Hooper estaba compuesto por el 96.47% blancos, el 0.08% eran afroamericanos, el 0.16% eran amerindios, el 0.08% eran asiáticos, el 0.08% eran isleños del Pacífico, el 1.65% eran de otras razas y el 1.49% pertenecían a dos o más razas. Del total de la población el 2.75% eran hispanos o latinos de cualquier raza.